# Katon Mlađi
Marko Porcije Katon Mlađi (Utički)  (95. pr. Kr., Rim - travnja 46. pr. Kr., Utica),, jedan od glavnih Cezarovih protivnika, pripadnik senatorske stranke - optimata. Za vrijeme Cezarove borbe protiv pompejevaca u Africi (47. – 46. pr. Kr.) Katonu je povjerena obrana grada Utike. Smatrajući pružanje otpora Cezaru beznadežnim, poslije bitke kod Tapsa, Katon je izvršio samoubojstvo. Njegova smrt je simbolično predstavljala i kraj republike, koju je on do posljednjeg časa dosljedno branio. Kasnije je predstavljao ideal stoika.